# Enkelvoud
Het begrip enkelvoud of singularis betekent in de taalkunde dat in een taaluiting hetzij een bepaalde zaak in één exemplaar voorkomt, hetzij het aantal niet van belang is. Enkelvoud maakt daarmee onderdeel uit van de taalkundige (sub)categorie getal.
Aangezien zaken (dingen) in vele talen worden uitgedrukt met gebruikmaking van zelfstandige naamwoorden, is het enkelvoud in de eerste plaats een verschijnsel dat in de vorm en/of de betekenis van het zelfstandig naamwoord tot uitdrukking komt. Daarnaast kan het echter ook worden aangetroffen in woorden die zich naar dat zelfstandig naamwoord richten (bijvoeglijk naamwoord) of woorden die het zelfstandig naamwoord vervangen (voornaamwoord).
Vele talen kennen daarenboven het verschijnsel overeenkomst in getal. Zinsdelen waarmee het enkelvoudige (zelfstandig naam)woord in verband staat, richten zich naar dat enkelvoud. Deze getalsovereenkomst treffen we vooral aan tussen zelfstandig naamwoord en gezegde (werkwoord).

## Getal
Niet alle talen kennen de categorie getal, en waar dat niet voorkomt, heeft het ook geen zin van "enkelvoud" te spreken: het enkelvoud bestaat alleen als er ook een meervoud is. De meeste talen die wél getal kennen, hebben alleen enkel- en meervoud, waarbij het enkelvoud de ongemarkeerde vorm is, dat wil zeggen: de gewone vorm, de standaard, of die vorm welke (verreweg) het meeste voorkomt. Daarnaast bestaat in sommige talen een aantal andere vormen: de dualis en een aantal meer omstreden getalsvormen.
Dat in het Nederlands het enkelvoud de standaardvorm is, valt waar te nemen aan een aantal kenmerken:
- De vorm van het zelfstandig naamwoord is ongemarkeerd: hij heeft geen uitgang, terwijl het meervoud juist wordt gemarkeerd met een uitgang, meestal -en of -s:

Hij hield alleen koeien en varkens, geen kalveren.
- Eén enkelvoud kan soms meer dan een meervoud hebben (artikels of artikelen).
- Het enkelvoud komt veel vaker voor dan het meervoud.
- Eigennamen hebben meestal de enkelvoudsvorm (Jan), al zijn er uitzonderingen (de Pyreneeën).

In veel Europese talen, onder andere in het Nederlands, wordt na een telwoord het meervoud gebruikt.
In het Hongaars wordt daarentegen na een telwoord het enkelvoud gebruikt. Voorbeeld: ház; házak; sok ház (huis; huizen; veel huizen).

## Woordsoorten
Behalve het zelfstandig naamwoord kent in vele talen ook het bijvoeglijk naamwoord getal, en kan het zowel in het enkelvoud als in het meervoud voorkomen. Dit is in het Nederlands niet het geval, tenzij het bijvoeglijk naamwoord zelfstandig wordt gebruikt: de verworpene betreft één persoon, de verworpenen daarentegen is meervoud. Maar in deze gevallen is het bijvoeglijk naamwoord een soort zelfstandig naamwoord geworden, en gedraagt zich ook zo.
Een zelfstandig naamwoord kan worden vervangen door een voornaamwoord. Dit geldt met name voor persoonlijke voornaamwoorden, die in plaats van een zelfstandig naamwoord als onderwerp van de zin kunnen dienstdoen. De persoonlijke voornaamwoorden van het enkelvoud zijn in het Nederlands:
- ik
- jij (beleefdheidsvorm: u, die ook in het meervoud voorkomt; verouderde vorm: gij)
- hij, zij, het.

## Overeenkomst
In vele talen, waaronder het Nederlands, richt het getal van het gezegde zich naar dat van het onderwerp.
- De klok tikte.
- De klokken tikten.

Hiermee wordt onbetwistbaar duidelijk dat dit gezegde bij een enkel- of juist bij een meervoud hoort. Maar die duidelijkheid is vaak, strikt genomen, niet noodzakelijk, aangezien de interpretatie van de zin toch geen alternatieve mogelijkheid toelaat. Het getal wordt tweemaal uitgedrukt, terwijl logischerwijze eenmaal genoeg zou zijn: er is sprake van redundantie.
In sommige gevallen wordt de getalsmarkering in zo'n zin weggelaten: een aantal regiolecten van het Nederlands hebben in de spreektaal in feite De klokke tikte (de geschreven -n wordt niet uitgesproken). In het Engels beschikt het werkwoord zelfs nauwelijks over getalsmarkeringen.